# Mīr‘alī-ye Dārāb
Mīr‘alī-ye Dārāb (persiska: ميرعلی داراب, Mīvalī-ye ‘Olyā) är en ort i Iran.   Den ligger i provinsen Kermanshah, i den västra delen av landet, 500 km väster om huvudstaden Teheran. Mīr‘alī-ye Dārāb ligger 779 meter över havet och antalet invånare är 134.
Terrängen runt Mīr‘alī-ye Dārāb är kuperad åt nordväst, men åt sydost är den bergig. Runt Mīr‘alī-ye Dārāb är det ganska tätbefolkat, med 72 invånare per kvadratkilometer. Närmaste större samhälle är Sarpol-e Z̄ahāb, 18,0 km söder om Mīr‘alī-ye Dārāb. Omgivningarna runt Mīr‘alī-ye Dārāb är i huvudsak ett öppet busklandskap.